# Sporobolus pellucidus
Sporobolus pellucidus är en gräsart som beskrevs av Ferdinand von Hochstetter. Sporobolus pellucidus ingår i släktet droppgräs, och familjen gräs. Inga underarter finns listade i Catalogue of Life.